# Reichle Mesa
Die Reichle Mesa ist ein 5 km langer und 1160 m hoher Tafelberg an der Bowman-Küste des Grahamlands auf der Antarktischen Halbinsel. Er ragt zwischen dem Stubbs-Pass und dem Getman-Piedmont-Gletscher auf der Joerg-Halbinsel auf.
Luftaufnahmen entstanden 1940 bei der United States Antarctic Service Expedition (1939–1941), 1947 bei der Ronne Antarctic Research Expedition (1947–1948) und 1966 durch die United States Navy. Vermessungen nahm der Falkland Islands Dependencies Survey zwischen 1946 und 1948 vor. Das Advisory Committee on Antarctic Names benannte den Tafelberg 1977 nach dem Biologen Richard Arnold Reichle (* 1936), der in sechs antarktischen Sommerkampagnen zwischen 1970 und 1977 Forschungen zu den in antarktischen Gewässern lebenden Robben betrieb.